# ヴェダト・ダロカイ
ヴェダト・アリー・ダロカイ（Vedat Ali Dalokay, 1927年11月10日 - 1991年3月21日）は、トルコの建築家、政治家。パキスタンのイスラマバードにあるファイサル・モスクを設計したことで知られる。1973年から1977年にはアンカラ市長を務めた。

## 生涯

### 建築家になるまで

#### 生い立ち
1927年11月10日、トルコのエラズーでダロカイは生まれた。彼の父は新聞社の取締役だったが、彼が10歳の時に死去した。彼はスケッチや書き物、政治、旅行など多くの趣味を持ち、とりわけ建築に興味を持っていた。また、ドイツ語とフランス語を話すことが出来た。彼は1943年に初等・中等教育を修了すると建築を学ぶためイスタンブール工科大学に入学した。このとき彼は共和人民党に入党した。大学で彼はポール・ボナッツやクレメンス・ホルスマイスターのような著名な建築家の授業を受けた。彼は大学を1949年に卒業し、現在の環境都市計画省や国営郵便であるPTTで働いたが、1年足らずで退職した。

#### フランス留学
1950年、ダロカイはフランスに渡り、博士号取得を目指してソルボンヌ大学の都市計画学部に入学したものの、後にこれを断念した。しかし、フランスにおいて彼はル・コルビュジェやオーギュスト・ペレなど多くの近代建築の先駆者らと共に働く機会を得た。

### 建築家として
1954年、トルコに帰国した彼はアンカラに建築事務所を設立した。また、1956年にはトルコ建築協会の設立者の一人となった。
1957年、コジャテペ・モスクのコンペティションに、ダロカイは当時最新だったシェル構造を用いた独創的なデザインを提出した。彼のデザインは一等を獲得して建設も始められていた。また、1964年にはアンカラの建築家協会の会長に就任した。このとき政権交代が起こって中道右派の公正党政権が誕生し、これに呼応して保守層がアヤソフィアをモスクにすることを公然と主張していた。それに対して彼は1966年1月17日、建築家協会の総会において以下のように述べた。
アヤソフィア博物館をモスクにするということは、国際世論にとっては由々しき問題で、それはトルコ人にしてみるとセリミイェ・モスクに鐘をつけるくらい大変な事である。アタテュルクが作り上げたステイタスを守ろうではないか。アヤソフィアはトルコ人のものではない、全世界のものなのだ。—ヴェダト・ダロカイ
この発言は、アヤソフィアのモスク化のオピニオンリーダーだった『テルジュマン (トルコの新聞)』をはじめとする保守系の新聞に取り上げられて批判にさらされた。1月19日付の『テルジュマン』では一面から二面に渡ってダロカイへの批判が掲載され、また、公正党のイズミル県連代表は以下のようにダロカイを批判した。
アヤソフィアはモスクにされるべきです。その建築家についてですが、おそらくこの男はトルコ人ではないはずです。トルコ人であり、かつムスリムである人物でこのような発言をする人はいません。この人物をムスリムとみなすことは出来ないと、私は思います。—メフメト・カラオウル
建築家協会はダロカイの発言を失言とし、彼のアヤソフィアに関する考えにも賛同しない旨を発表した。建築家協会への批判はしだいに収束したがダロカイへの攻撃は続いた。彼は3月17日付の『テルジュマン』に同紙のコラムニストが書いた「ダロカイはモスクを建設するための金をポケットに入れた」という批判に対する抗議文を投稿したが、ちょうどこのときトルコはキプロスとの小競り合いが続いており、民衆には、ダロカイはキリスト教徒の言い分を代弁し、ギリシャを擁護しているとされた。5月3日付の『テルジュマン』にはダロカイの解任が検討される予定であると報道され、同時にコジャテペ・モスクの建設を取り仕切っている協会の会長と副会長がダロカイを批判した文が掲載された。その1か月後にはモスクの建設契約は破棄され、コジャテペ・モスクの建設は中止された。
1969年、ダロカイは国際建築家連合を通じて行われたコンペティションで43組の中から選ばれてパキスタンの首都であるイスラマバードに、コジャテペ・モスクのデザインを現地に合わせて微調整したうえでファイサル・モスクを建築した。
彼は父が生業としていた新聞にも興味を示しており、1970年にはコンペティションの賞金で『アクサム』を買収しようとしたが、高額な買収金額のために断念した。この失敗に彼は失望したが、1972年には共和人民党が手放した『ウルス (新聞)』を複数人で所有し、『バリス』と改名して地方新聞として刊行したが、ダロカイはこれに満足せず彼の権利を他の所有者に売却した。

### アンカラ市長として
1973年、共和人民党の推薦を受けて出馬したダロカイは62％の得票率を得てアンカラ市長に就任した。建築家であった彼はアンカラを「トルコ共和国の本、博物館、またはショーケース」と考えており、世界中からの代表者がアンカラを訪れた際にどのような印象を持ったのかということは彼にとって重要な懸念だった。また、交通渋滞の報告を受けると彼はすぐにアンカラの図面を確認して問題を分析し、実現可能な解決策を示した。
彼は自治体がより強大な権力を持ち自治的になることを望んでいた。彼は圧力団体から脅かされず決定を実行に移した。そのために彼はオフィスで寝泊まりしたり、市役所の職員らと共にハンガーストライキを行ったり、市の建築物を売りに出した。また、社会民主主義者だった彼は毛沢東が死去した際には市役所に半旗を掲げた。
彼は2020年までの見通しに基づき、アンカラの都市問題を解決してインフラを整備することに全力を注いだ。1974年に彼は「地下鉄や鉄道を都市部の交通システムとして建設する」「都市の緑化」「都市人口密度の増加の抑制」「大気汚染の抑制」、そして、ゲジェコンドゥの問題を解決するために低収入の世帯に家と都市環境を提供する「アッコンドゥ計画」を発表した。
彼は世俗的なケマル主義者（ケマリスト）を自負しており、アンカラの歴史をイスラーム時代に限定せず、ヒッタイトやローマ、ビザンツなどの歴史を取り込む考えを支持し、アンカラの市章として、ヒッタイトの太陽を象徴する円形モチーフを採用した。
1976年、彼は右派政党との対立で共和人民党から推薦を受けられず、1期で市長の座を降りた。

### 引退後
政界を去った後、彼は発行部数が減少していた『ポリティカ』との連携協定を結び、いくつか寄稿をしたが、『バリス』の時と似た理由で彼はこれを断念した。
1980年、ダロカイは『コロ』（Kolo）と題された絵本で「1980年絵本大賞」の大賞に選ばれ、トルコ言語協会から賞を受けた。また、彼の死後である1995年にはアメリカ図書館協会からミルドレッド・L・バチェルダー賞の名誉を受けた。これは後に英語やドイツ語、フランス語に翻訳された。
1984年、彼は共和人民党を離党して社会民主党に入党した。しかし1980年代末、彼は再びアンカラ市長になることを目指して社会民主党を離党した。彼は「アンカラは病気である」と言い、自らを「アンカラの医者」として、市長選挙を政治的な観点で捉えず、建築家として問題に取り組むことを掲げたが、再び市長になることはかなわなかった。

### 死去
1991年3月21日、ダロカイはクルッカレを旅行中に交通事故に遭い、妻と一人の息子と共に死去した。彼の遺体は、生前の彼が好んでいた都市であるアンカラに埋葬された。彼の死後、トルコ国内には彼の名を冠した道路や公園が作られた。

## 建築作品

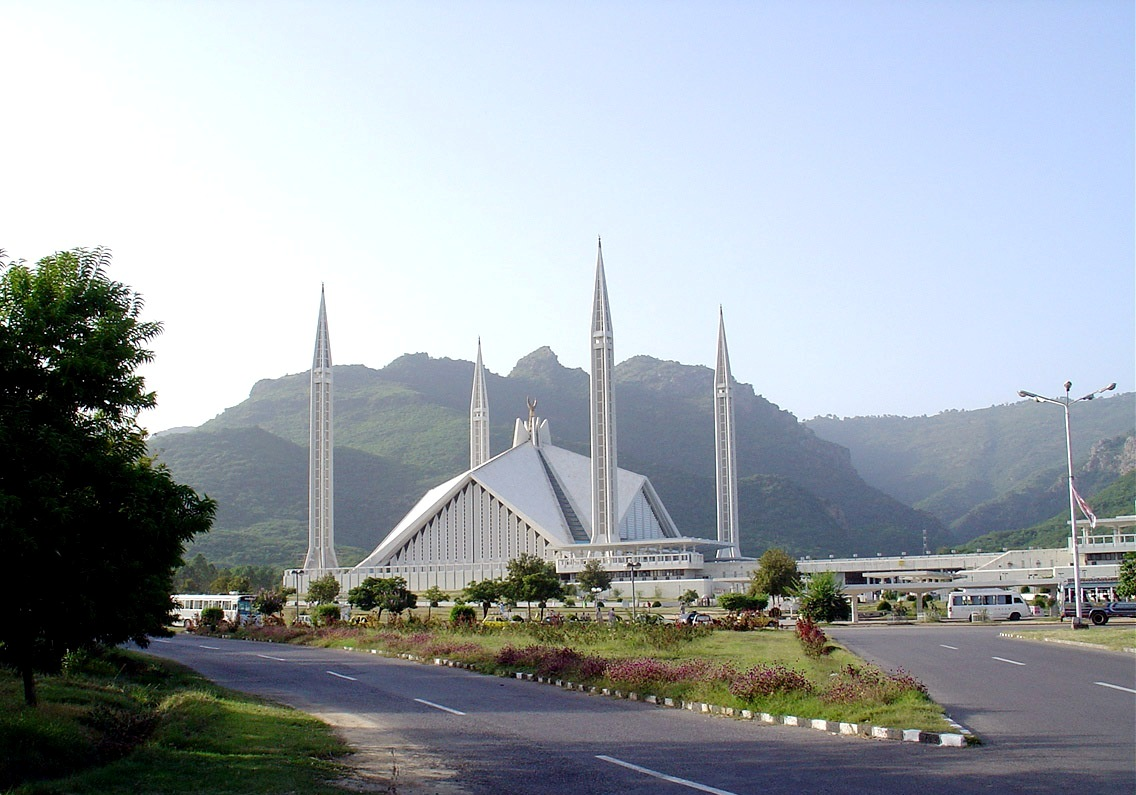
ファイサル・モスク、イスラマバード。1969年設計。

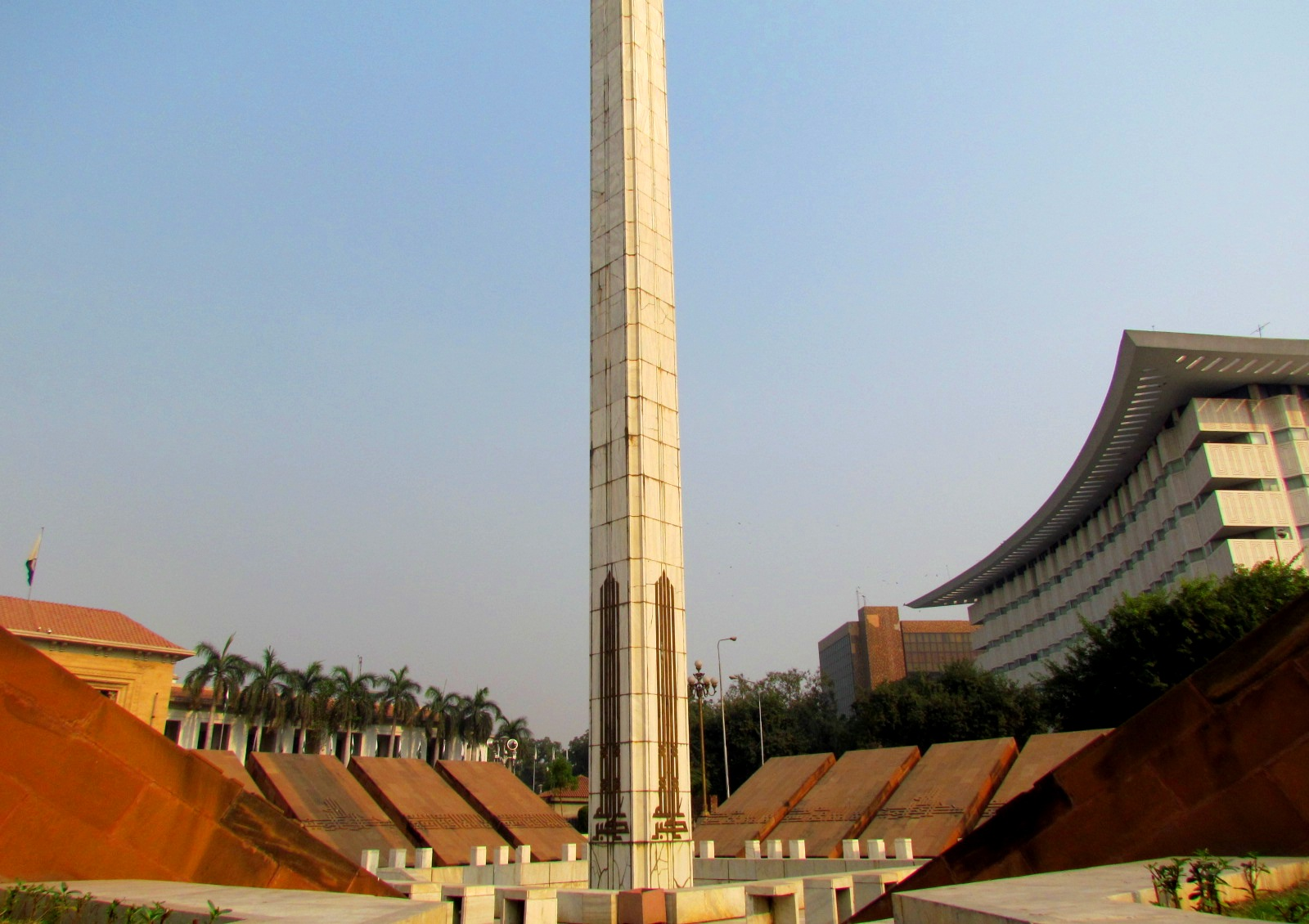
ミナレット、ラホール。1974年設計。

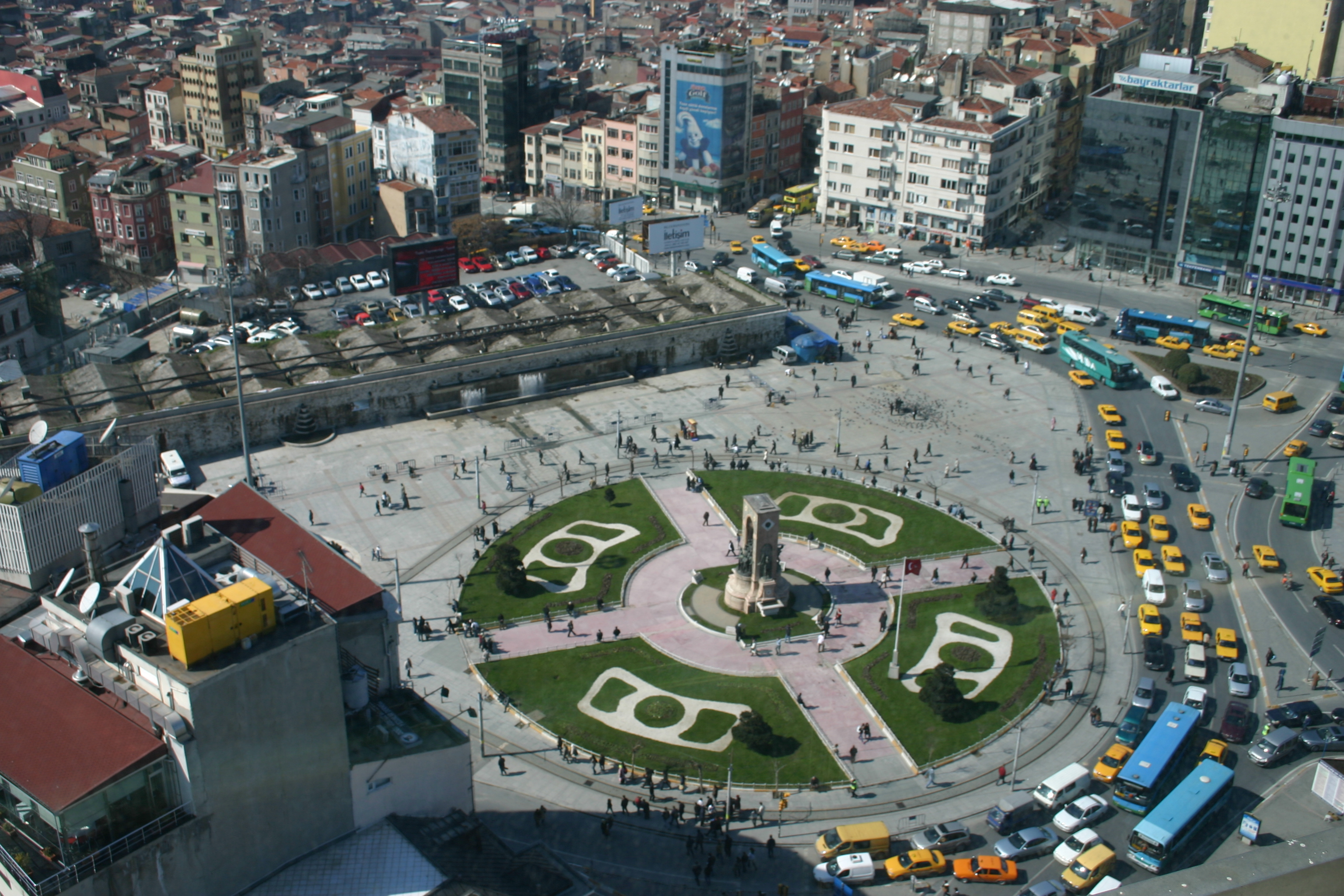
タクスィム広場、イスタンブール。1986年設計。

| 名称                                       | 年     | 所在地                     | 備考                       |
| ------------------------------------------ | ------ | -------------------------- | -------------------------- |
| ポルスック・ホテル（Porsuk Hotel）         | 1956年 | トルコ・エスキシェヒル     |                            |
| 宗務庁住宅（Religious Affairs Residences） | 1957年 | トルコ・アンカラ           |                            |
| PTT Exchange Building                      | 1958年 | トルコ・アンカラ           |                            |
| トルコ規格院中央ビル・研究所               | 1960年 | トルコ・アンカラ           |                            |
| 原子力研究センター                         | 1961年 | トルコ・アンカラ           |                            |
| トルコ中央銀行カイセリ支店                 | 1964年 | トルコ・カイセリ           |                            |
| Şekerbank General Directorate Building     | 1968年 | トルコ・アンカラ           |                            |
| ファイサル・モスク                         | 1969年 | パキスタン・イスラマバード | アーガー・ハーン建築賞受賞 |
| イスラミック・サミット・ミナレット         | 1974年 | パキスタン・ラホール       |                            |
| Mosque of Presidential Palace              | 1986年 | パキスタン・イスラマバード |                            |
| タクスィム広場                             | 1987年 | トルコ・イスタンブール     |                            |
| ミッリイェト・アンカラ支局オフィス         | 1990年 | トルコ・アンカラ           |                            |
| カイセリ市役所                             | 1991年 | トルコ・カイセリ           |                            |
| BMホールディング本社                       | 1991年 | トルコ・アンカラ           |                            |

## 人物

### 性格
ダロカイの家族や同僚によると、彼はカリスマ性があり、多才かつ勤勉で、正直で誠実、信頼できる人物だったが、衝動的で予測不可能なところがあり、自己中心的だった。

### 建築哲学
フランスでル・コルビュジェから学んだダロカイは彼を英雄として捉えていた。ダロカイはまた、ミマール・スィナンやアルヴァ・アールト、フランク・ロイド・ライトの影響を受けていた。彼はデザインは生活様式を代表するものであるべきだという信念を抱えていた。彼は都市を母、建築物を医者だと捉えてデザインを行っていた。

### 親パキスタン
ダロカイは親パキスタン家であり、市長時代にはアンカラの大通りをパキスタンの建国者であるムハンマド・アリー・ジンナーにちなんで「ジンナー通り」と改名した。彼は1970年から1985年の間におよそ50回パキスタンを訪れ、現地の人々と交流するために英語を学んだ。

### ナーズィム・ヒクメットとダロカイ
ダロカイはナーズム・ヒクメットの詩を好んでいた。彼の息子であるハカン・ダロカイによると、ダロカイは幼少期のハカンにヒクメットの詩を朗読していたという。彼はヒクメットの遺体をロシアからアンカラに移し自分で設計した霊廟に埋葬するという野望を抱いていた。

## 家族
ダロカイは1957年に1人目の妻と結婚し、3人の子供をもうけたが離婚した。1977年に再婚し、2人の子供をもうけた。1人目の妻との長女はダロカイの死後、彼の事務所を継いで建築家として活動している。